# Хелмжиця
Хелмжиця (пол. Chełmżyca, нім. Cölmsee) — село в Польщі, у гміні Суш Ілавського повіту Вармінсько-Мазурського воєводства.
Населення — 75 осіб (2011).

## Демографія
Демографічна структура станом на 31 березня 2011 року:
|          | Загалом | Допрацездатний вік | Працездатний вік | Постпрацездатний вік |
| -------- | ------- | ------------------ | ---------------- | -------------------- |
| Чоловіки | 40      | 14                 | 22               | 4                    |
| Жінки    | 35      | 8                  | 17               | 10                   |
| Разом    | 75      | 22                 | 39               | 14                   |